# Abingdon, Virginia
Abingdon är en kommun (town) i Washington County i delstaten Virginia, USA, på gränsen mot Tennessee. 
I närheten ligger Emory med det av metodisterna 1838 grundade Emory and Henry College.